# 青森県小学校一覧
青森県小学校一覧（あおもりけんしょうがっこういちらん）は、青森県にある小学校の一覧。

## 国立小学校
- 弘前大学教育学部附属小学校

## 公立小学校

### 青森市
- 青森市立油川小学校
- 青森市立荒川小学校
- 青森市立泉川小学校
- 青森市立浦町小学校
- 青森市立大野小学校
- 青森市立沖館小学校
- 青森市立合浦小学校
- 青森市立金沢小学校
- 青森市立北小学校
- 青森市立小柳小学校
- 青森市立甲田小学校
- 青森市立幸畑小学校
- 青森市立三内小学校
- 青森市立三内西小学校
- 青森市立篠田小学校
- 青森市立新城小学校
- 青森市立新城中央小学校
- 青森市立千刈小学校
- 青森市立高田小学校
- 青森市立莨町小学校
- 青森市立佃小学校
- 青森市立造道小学校
- 青森市立筒井小学校
- 青森市立筒井南小学校
- 青森市立堤小学校
- 青森市立東陽小学校
- 青森市立戸山西小学校
- 青森市立長島小学校
- 青森市立浪打小学校
- 青森市立浪岡北小学校
- 青森市立浪岡野沢小学校
- 青森市立浪岡南小学校
- 青森市立浪館小学校
- 青森市立野内小学校
- 青森市立橋本小学校
- 青森市立浜田小学校
- 青森市立浜館小学校
- 青森市立原別小学校
- 青森市立古川小学校
- 青森市立本郷小学校
- 青森市立女鹿沢小学校
- 青森市立横内小学校

### 弘前市
- 弘前市立朝陽小学校
- 弘前市立和徳小学校
- 弘前市立時敏小学校
- 弘前市立自得小学校
- 弘前市立青柳小学校
- 弘前市立豊田小学校
- 弘前市立千年小学校
- 弘前市立小沢小学校
- 弘前市立福村小学校
- 弘前市立常盤野小学校
- 弘前市立石川小学校
- 弘前市立城西小学校
- 弘前市立堀越小学校
- 弘前市立船沢小学校
- 弘前市立致遠小学校
- 弘前市立三省小学校
- 弘前市立新和小学校
- 弘前市立東目屋小学校
- 弘前市立桔梗野小学校
- 弘前市立第三大成小学校
- 弘前市立城東小学校
- 弘前市立大和沢小学校
- 弘前市立高杉小学校
- 弘前市立文京小学校
- 弘前市立西小学校
- 弘前市立松原小学校
- 弘前市立東小学校
- 弘前市立北小学校
- 弘前市立大成小学校
- 弘前市立岩木小学校
- 弘前市立相馬小学校
- 弘前市立裾野小学校

### 八戸市
- 八戸市立旭ヶ丘小学校
- 八戸市立大久喜小学校
- 八戸市立柏崎小学校
- 八戸市立金浜小学校
- 八戸市立桔梗野小学校
- 八戸市立江南小学校
- 八戸市立江陽小学校
- 八戸市立小中野小学校
- 八戸市立是川小学校
- 八戸市立鮫小学校
- 八戸市立三条小学校
- 八戸市立島守小学校
- 八戸市立下長小学校
- 八戸市立城北小学校
- 八戸市立白銀小学校
- 八戸市立白銀南小学校
- 八戸市立城下小学校
- 八戸市立青潮小学校
- 八戸市立多賀小学校
- 八戸市立多賀台小学校
- 八戸市立高館小学校
- 八戸市立種差小学校
- 八戸市立田面木小学校
- 八戸市立長者小学校
- 八戸市立轟木小学校
- 八戸市立図南小学校
- 八戸市立豊崎小学校
- 八戸市立中居林小学校
- 八戸市立南郷小学校
- 八戸市立新井田小学校
- 八戸市立西園小学校
- 八戸市立西白山台小学校
- 八戸市立根岸小学校
- 八戸市立根城小学校
- 八戸市立白鴎小学校
- 八戸市立白山台小学校
- 八戸市立八戸小学校
- 八戸市立吹上小学校
- 八戸市立町畑小学校
- 八戸市立湊小学校
- 八戸市立明治小学校

### 黒石市
- 黒石市立黒石小学校
- 黒石市立黒石東小学校
- 黒石市立六郷小学校
- 黒石市立東英小学校

### 五所川原市
- 五所川原市立五所川原小学校
- 五所川原市立南小学校
- 五所川原市立中央小学校
- 五所川原市立栄小学校
- 五所川原市立三輪小学校
- 五所川原市立いずみ小学校
- 五所川原市立三好小学校
- 五所川原市立東峰小学校
- 五所川原市立松島小学校
- 五所川原市立金木小学校
- 五所川原市立市浦小学校

### 十和田市
- 十和田市立三本木小学校
- 十和田市立北園小学校
- 十和田市立南小学校
- 十和田市立東小学校
- 十和田市立西小学校
- 十和田市立藤坂小学校
- 十和田市立高清水小学校
- 十和田市立深持小学校
- 十和田市立ちとせ小学校
- 十和田市立四和小学校
- 十和田市立大深内小学校
- 十和田市立十和田湖小学校
- 十和田市立法奥小学校
- 十和田市立沢田小学校

### 三沢市
- 三沢市立木崎野小学校
- 三沢市立岡三沢小学校
- 三沢市立上久保小学校
- 三沢市立おおぞら小学校
- 三沢市立古間木小学校
- 三沢市立三沢小学校

### むつ市
- むつ市立第一田名部小学校
- むつ市立第二田名部小学校
- むつ市立第三田名部小学校
- むつ市立奥内小学校
- むつ市立関根小学校
- むつ市立大平小学校
- むつ市立大湊小学校
- むつ市立苫生小学校
- むつ市立大畑小学校
- むつ市立川内小学校
- むつ市立脇野沢小学校

### つがる市
- つがる市立向陽小学校
- つがる市立穂波小学校
- つがる市立瑞穂小学校
- つがる市立森田小学校
- つがる市立育成小学校
- つがる市立柏小学校
- つがる市立稲垣小学校
- つがる市立車力小学校

### 平川市
- 平川市立金田小学校
- 平川市立猿賀小学校
- 平川市立柏木小学校
- 平川市立大坊小学校
- 平川市立小和森小学校
- 平川市立松崎小学校
- 平川市立竹館小学校
- 平川市立平賀東小学校
- 平川市立碇ヶ関小学校

### 東津軽郡
- 平内町立小湊小学校
- 平内町立山口小学校
- 平内町立東小学校
- 今別町立今別小学校
- 蓬田村立蓬田小学校
- 外ヶ浜町立蟹田小学校
- 外ヶ浜町立三厩小学校

### 西津軽郡
- 鰺ヶ沢町立西海小学校
- 鰺ヶ沢町立舞戸小学校
- 深浦町立深浦小学校
- 深浦町立修道小学校
- 深浦町立いわさき小学校

### 中津軽郡
- 西目屋村立西目屋小学校

### 南津軽郡
- 藤崎町立藤崎小学校
- 藤崎町立藤崎中央小学校
- 藤崎町立常盤小学校
- 大鰐町立大鰐小学校
- 田舎館村立田舎館小学校

### 北津軽郡
- 板柳町立小阿弥小学校
- 板柳町立板柳北小学校
- 板柳町立板柳南小学校
- 板柳町立板柳東小学校
- 鶴田町立鶴田小学校
- 中泊町立中里小学校
- 中泊町立武田小学校
- 中泊町立薄市小学校
- 中泊町立小泊小学校

### 上北郡
- 野辺地町立野辺地小学校
- 野辺地町立若葉小学校
- 七戸町立七戸小学校
- 七戸町立城南小学校
- 七戸町立天間林小学校
- 六戸町立義務教育学校六戸学園（義務教育学校）
- 横浜町立横浜小学校
- 東北町立上北小学校
- 東北町立甲地小学校
- 東北町立東北小学校
- 六ヶ所村立泊小学校
- 六ヶ所村立尾駮小学校
- 六ヶ所村立南小学校
- 六ヶ所村立千歳平小学校
- おいらせ町立下田小学校
- おいらせ町立木ノ下小学校
- おいらせ町立木内々小学校
- おいらせ町立百石小学校
- おいらせ町立甲洋小学校

### 下北郡
- 大間町立大間小学校
- 大間町立奥戸小学校
- 東通村立東通小学校
- 風間浦村立風間浦小学校
- 佐井村立佐井小学校
- 佐井村立牛滝小中学校

### 三戸郡
- 小中一貫三戸学園三戸小学校
- 三戸町立斗川小学校
- 五戸町立上市川小学校
- 五戸町立切谷内小学校
- 五戸町立五戸小学校
- 五戸町立倉石小学校
- 田子町立田子小学校
- 南部町立南部小学校
- 南部町立名川小学校
- 南部町立福地小学校
- 階上町立赤保内小学校
- 階上町立石鉢小学校
- 階上町立道仏小学校
- 階上町立階上小学校
- 新郷村立新郷小学校